# Suidas (lexicógrafo)
Suidas es el nombre supuesto de un lexicógrafo griego del siglo X, autor del Suda, una recopilación imprecisa pero que abarca bastantes fragmentos de interés sobre la historia literaria, entre otros segmentos de obras de autores de la época que no han perdurado en la actualidad.
El glosario de Suidas es un híbrido entre un diccionario y una enciclopedia propiamente dicha, donde describe la etimología, derivación y significado de cada una de las palabras de acuerdo con los criterios de autoridades en el tema como Harpocración.